# Javier Dorado Bielsa
Javier Dorado Bielsa (* 17. Februar 1977 in Talavera de la Reina, Spanien; † 27. Februar 2025) war ein spanischer Fußballspieler.

## Spielerkarriere

### Verein
Der aus der Jugend von Real Madrid stammende Javier Dorado war von 1996 bis 1999 an die UD Almería und den FC Málaga ausgeliehen. Als Real sich für oder gegen ihn entscheiden musste, sprach der Verein ihm das Vertrauen aus. Nach nur zwei Einsätzen in der Saison 1999/2000 für die „Königlichen“ musste er jedoch gehen. In der Saison 2000/2001 spielte er in der Segunda División bei UD Salamanca, wo er zu alter Stärke zurückfand.
In der folgenden Saison spielte er bei Ligakonkurrent Sporting Gijón. Er bekam in der Spielzeit 2002/2003 die Möglichkeit, in die erste Liga zurückzukehren. Er verließ Rayo Vallecano jedoch wieder nach einem kurzen Gastspiel in Richtung Gijón, wo er innerhalb von drei Jahren über 100 Zweitliga-Spiele bestritt.
Einen erneuten Anlauf bei einem Erstligisten versuchte Javier Dorado mit seinem Wechsel zu RCD Mallorca, doch in seiner Debüt-Saison wurde er nur zweimal in der Liga aufgestellt. In der Saison 2007/2008 stand er nur in einem Copa-del-Rey-Match auf dem Platz und nicht einmal in der Liga. Auch in der folgenden Spielzeit besserte sich seine Situation nicht, so dass er seine Laufbahn beendete. In der Saison 2011/12 bestritt er einige Spiele für Atlético Baleares in der Segunda División B.
Im Jahr 2022 wurde bei ihm Leukämie diagnostiziert, 2024 erhielt er eine Knochenmarkspende. Dorado verstarb am 27. Februar 2025 im Alter von 48 Jahren.

## Titel
- 2000 – UEFA Champions League – Real Madrid